# Dimitrowgrad (Bułgaria)
Dimitrowgrad (bułg. Димитровград) – miasto w południowej Bułgarii, w obwodzie Chaskowo. Centrum administracyjne gminy Dimitrowgrad. Według Ujednoliconego Systemu Ewidencji Ludności oraz Usług Administracyjnych dla Ludności, 15 marca 2016 roku miejscowość liczyła 38621 mieszkańców
Miasto położone nad Maricą. W mieście znajduje się stacja kolejowa na szlaku Sofia–Swilengrad, w mieście funkcjonuje przemysł chemiczny oraz cementownia.

## Gospodarka
W mieście rozwinął się przemysł chemiczny, maszynowy, spożywczy, paliwowo-energetyczny, włókienniczy, odzieżowy, skórzany oraz meblarski.

## Sport
Dimitrowgrad posiada 2 kluby piłkarskie: FK Dimitrowgrad i Rakowski Dimitrowgrad.

## Zabytki
W miejscowości znajduje się zabytkowy park „Penjo Penewa” wraz z 15 stawami.

## Osoby związane z miejscowością
- Wasił Gjuzelew (ur. 1936) – bułgarski profesor historyk
- Weżdi Raszidow (ur. 1951) – bułgarski minister kultury
- Elin Topuzakow (ur. 1977) – bułgarski piłkarz
- Donczo Donew (ur. 1967) – bułgarski piłkarz
- Christo Markow (ur. 1965) – bułgarski lekkoatleta, mistrz olimpijski w trójskoku
- Krasimir Rusew (ur. 1986) – bułgarski szachista
- Wanja Kostowa (ur. 1957) – bułgarska wokalistka

## Miasta partnerskie
- Al-Bulajda, Algieria
- Darchan, Mongolia
- Dimitrowgrad, Rosja
- Eisenhüttenstadt, Niemcy
- Grosseto, Włochy
- Kalamaria, Grecja
- Kazincbarcika, Węgry
- Nowa Huta, Polska